# Copa del Rey 1904
Die Copa del Rey 1904 war die zweite Austragung des spanischen Fußballpokalwettbewerbes. Das Turnier ging aufgrund seines außergewöhnlichen Verlaufs in die Geschichte ein. Den Pokal gewann mit Athletic Bilbao eine Mannschaft, die kein einziges Spiel bei diesem Turnier bestritten hatte.
Geplant war, dass insgesamt drei Teams aus den stärksten spanischen Regionen am Turnier teilnehmen sollten. In einer Auswahlrunde zwischen Club Español de Madrid und dem Madrid-Moderno FC (Fusion von Madrid FC und Moderno FC) sollte die Mannschaft aus der Region Madrid ermittelt werden. Der neu gegründete Madrider Fußballverband versendete weitere Einladungen an Athletic Bilbao aus dem Baskenland und Club Español de Fútbol aus Katalonien. Die Katalanen lehnten jedoch ab, da sie mit dem Turniermodus nicht einverstanden waren. Aus diesem Grund mussten zwei weitere Teams aus Madrid, Moncloa FC und Iberia FC, eingeladen und die Pläne entsprechend geändert werden.
Der Wettbewerb startete am 13. März 1904 und endete am 30. März mit dem Finale. Club Español de Madrid war die einzige Mannschaft, die zum Endspiel erschien und daraufhin vom Organisator zum Sieger erklärt wurde. Organisiert wurde das Turnier vom Madrider Fußballverband, deren Präsident gleichzeitig der Präsident von Club Español de Madrid war. Die anderen Teams legten gegen diesen Beschluss Beschwerde ein, sodass letztlich Athletic Bilbao diesen spanischen Pokal gewann. Die Spiele fanden alle im Tiro de Pichón in Madrid statt.

## 1. Runde
In der ersten Runde setzte sich Moncloa FC gegen Iberia FC mit 4:0 durch. Im zweiten Spiel dieser Runde konnte beim 5:5 zwischen Club Español de Madrid und Madrid-Moderno FC kein Sieger gefunden wurden. Nach dem Ende der regulären Spielzeit entschieden sich die Kapitäne beider Teams, keine Verlängerung zu spielen. Club Español wünschte sich, das Spiel am nächsten Tag zu wiederholen, jedoch war Madrid-Moderno damit nicht einverstanden, da die Turnierregeln ein so frühes Wiederholen des Spiels nicht gestatten würden. Club Español trat dennoch am nächsten Tag zum Wiederholungsspiel an, Madrid-Moderno erschien erwartungsgemäß nicht. Der Präsident des Fußballverbandes von Madrid (gleichzeitig Präsident von Club Español) erklärte daraufhin Club Español zum Sieger.
| Datum         |                        | Ergebnis  |                   |
| ------------- | ---------------------- | --------- | ----------------- |
| 13. März 1904 | Moncloa FC             | 4:0       | Iberia FC         |
| 19. März 1904 | Club Español de Madrid | 5:5       | Madrid-Moderno FC |
| 20. März 1904 | Club Español de Madrid | entfallen | Madrid-Moderno FC |

Athletic Bilbao zog per Freilos ins Halbfinale ein.

## Halbfinale
Das Halbfinale zwischen Club Español de Madrid und Moncloa FC wurde nach einer schweren Verletzung von Hermúa, einem Spieler von Club Español, beim Stand von 1:0 abgebrochen. Der Präsident des Madrider Fußballverbandes legte den 30. März als Wiederholungstermin fest. Erneut erschien nur Club Español zu diesem Termin und wurde zum Sieger erklärt.
| Datum         |                        | Ergebnis   |            |
| ------------- | ---------------------- | ---------- | ---------- |
| 27. März 1904 | Club Español de Madrid | 1:0 (abg.) | Moncloa FC |
| 30. März 1904 | Club Español de Madrid | entfallen  | Moncloa FC |

Athletic Bilbao zog erneut per Freilos ins Finale ein.

## Endspiel
| Athletic Bilbao                          | Athletic Bilbao | Club Español de Madrid | Club Español de Madrid |
| ---------------------------------------- | --- | --- | ---------------------- |
| Athletic Bilbao                          | \| Endspiel \| \| 30. März 1904 in Madrid (Tiro de Pichón) \| \| Ergebnis: entfallen \| \| Zuschauer: 400 \| \| Schiedsrichter: – \| \| Spielbericht \|       | \| Endspiel \| \| 30. März 1904 in Madrid (Tiro de Pichón) \| \| Ergebnis: entfallen \| \| Zuschauer: 400 \| \| Schiedsrichter: – \| \| Spielbericht \| | Club Español de Madrid |
| Athletic Bilbao                          | Alejandro Acha – Pedro Larrañaga, J. Irízar – Manuel Ansoleaga, George Cockram, Alfred Mills – Alejandro de la Sota, Gildo, William Dyer , José Arana, Davies | Aufstellung von Club Español nicht bekannt | Club Español de Madrid |
| Athletic Bilbao                          | keine Tore 0 | keine Tore 0 | Club Español de Madrid |
| Athletic Bilbao                          | Athletic Bilbao gar nicht angetreten | Club Español zunächst zum Sieger erklärt | Club Español de Madrid |
| Endspiel                                 | | |                        |
| 30. März 1904 in Madrid (Tiro de Pichón) | | |                        |
| Ergebnis: entfallen                      | | |                        |
| Zuschauer: 400                           | | |                        |
| Schiedsrichter: –                        | | |                        |
| Spielbericht                             | | |                        |

Am ursprünglich geplanten Datum, dem 26. März 1904, erschienen weder Athletic Bilbao noch Club Español de Madrid zum Endspiel, da das Halbfinale durch terminliche Änderungen erst am 27. März stattfand. Der Präsident von Club Español und des Madrider Fußballverbands hatte aufgrund der Schwierigkeiten in den vorhergehenden Runden den Termin des Endspiels geändert und auf den 30. März – den Termin des nicht stattgefundenen Wiederholungsspiels im Halbfinale – gelegt. Da Athletic Bilbao offensichtlich nicht allzu schnell erfahren konnte, dass aus dem Halbfinaldatum der Tag des Endspiels geworden war, trat zum dritten Mal in Folge der Gegner von Club Español nicht zum neu vereinbarten Termin an. Die Hauptstädter wurden erneut zum Sieger erklärt. Dagegen protestierten jedoch die anderen Madrider Klubs, da Club Español alle seine Spiele höchst kontrovers (durch Entscheidungen am Grünen Tisch) für sich entscheiden konnte. Diese beschlossen deswegen Athletic Bilbao zum Sieger zu erklären, da zum ursprünglichen Termin keine der beiden Mannschaften angetreten war. Dies wäre jedoch rein logisch gar nicht möglich gewesen, da der ursprüngliche Termin noch vor dem Halbfinale stattgefunden hätte, als Club Español noch gar nicht als Finalist feststand. Somit konnte Athletic seinen Titel verteidigen und wurde zum zweiten Mal spanischer Pokalsieger.
| 1.                | Athletic Bilbao |

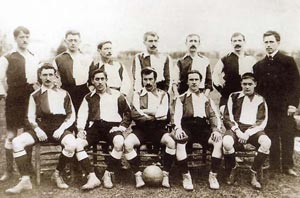
Die Siegermannschaft von Athletic Bilbao

| Logo von Athletic | - Tor: Alejandro Acha - Abwehr: J. Irízar, Pedro Larrañaga - Mittelfeld: Manuel Ansoleaga, George Cockram, Alfred Mills - Sturm: José Arana, Davies, William Dyer, Gildo, Alejandro de la Sota - Trainer: – |